# Dan ustave (Ukrajina)
Dan ustave (ukrajinsko День Конституції) je ukrajinski državni praznik, ki se od leta 1996 praznuje 28. junija Obeležuje obletnico, ko je Vrhovna Rada (ukrajinski parlament) 28. junija 1996 sprejela ustavo Ukrajine

## Zgodovina
Takoj po prevzemu funkcije predsednika Ukrajine, po zmagi na ukrajinskih predsedniških volitvah leta 1994, je Leonid Kučma ustanovil ustavno komisijo, ki je leta 1996 privedla do sprejetja ustave Ukrajine. (V času, ko je v Ukrajini  bila v veljavi Ustava Ukrajinske Sovjetske Socialistične republike iz leta 1978.) Ustavo je sprejela Vrhovna Rada 28. junija 1996 ob 9:20, potem ko so poslanci ves dan in vso noč delali na projektu in ostali v sejni dvorani brez odmorov. Za sprejem temeljnega zakona je glasovalo 315 poslancev od potrebnih 300. Dan ustave je v Ukrajini postal državni praznik, ker je bila njegova osnova zapisana v sami ustavi (to je edini državni praznik Ukrajine, ki je omenjen v ustavi). Sovjetski dan ustave (7. oktober) v Ukrajinski SSR (predhodnici sodobne Ukrajine) ni bil nikoli praznovan.